# Porela vitulina
Porela vitulina là một loài bướm đêm thuộc họ Lasiocampidae. Nó được tìm thấy ở Úc, bao gồm New South Wales, Queensland và Victoria.
Sải cánh dài khoảng 40 mm đối với con đực và 60 mm đối với con cái. Con trưởng thành có các đốm màu nâu trên nền màu trắng.
Ấu trùng đã được ghi nhận ăn lá nhiều loài Casuarinaceae.

## Hình ảnh

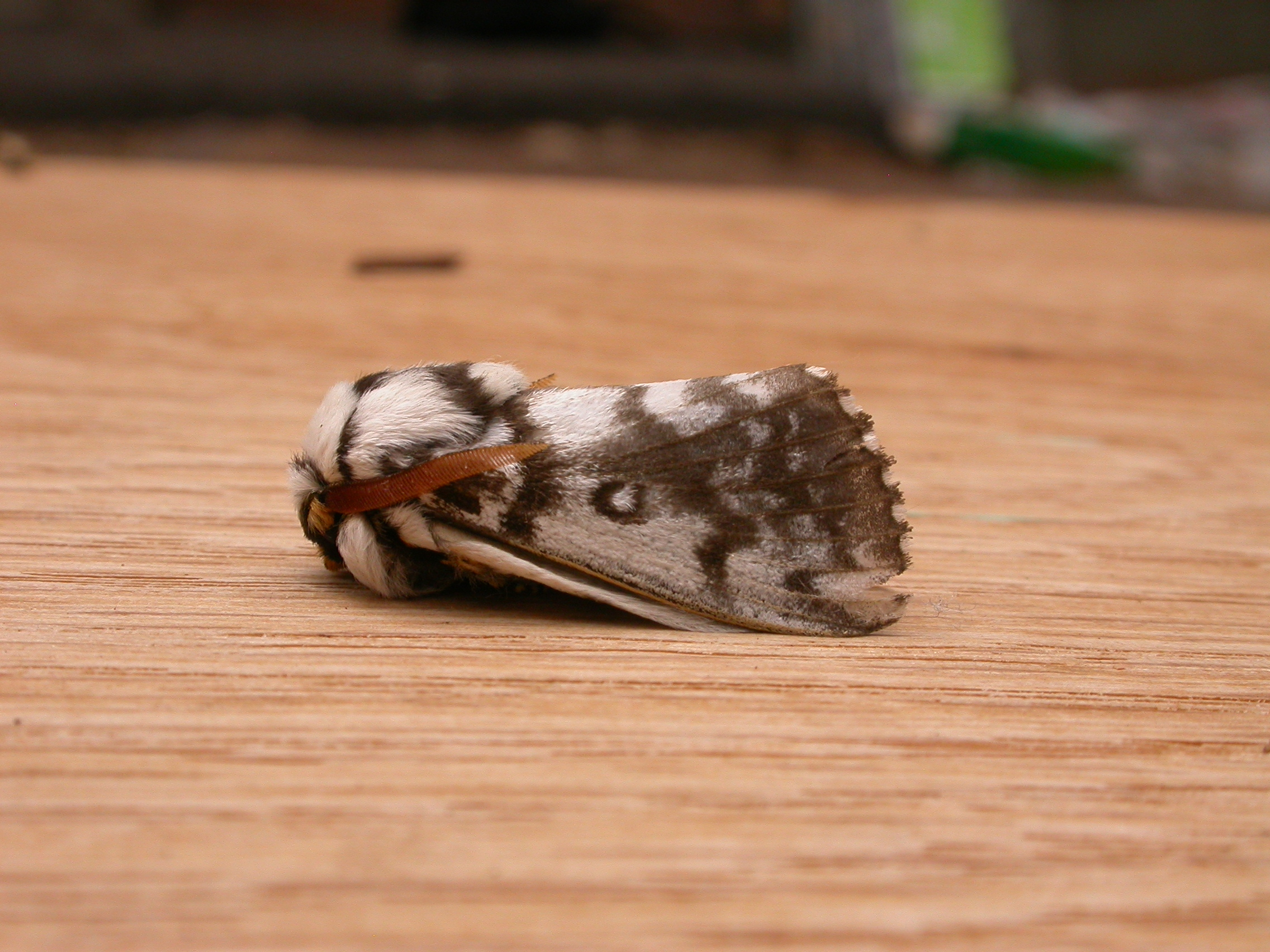
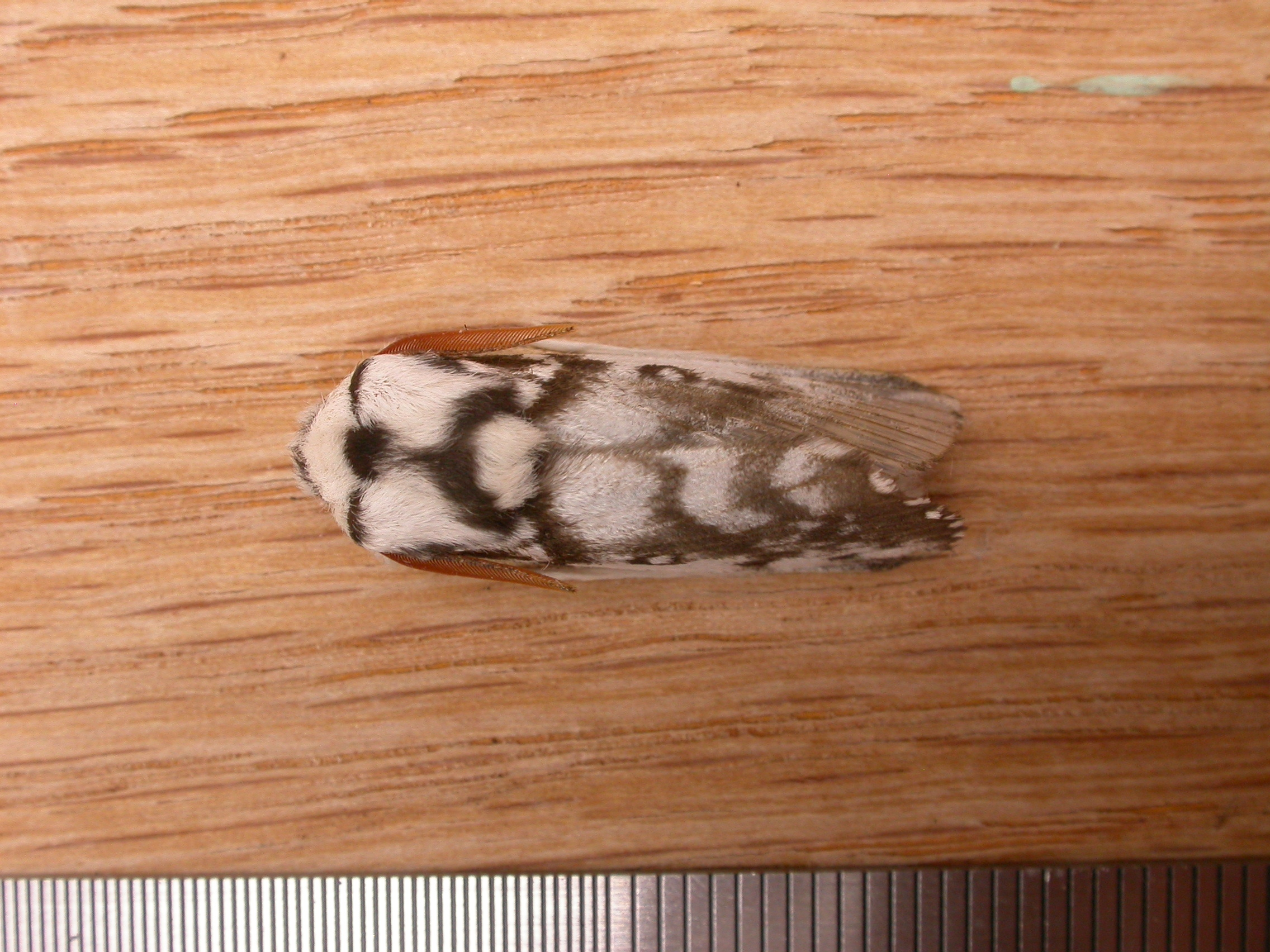